# Peugeot Tipo 69
El Peugeot Type 69, también conocido como Peugeot Bébé, es un automóvil creado por el por el fabricante francés Peugeot. Fue fabricado entre 1905 y 1916. 
El modelo Bébé fue presentado en el Salón de París de 1904, y "robó" la atención, como una creación moderna y robusta que sin embargo también era barato, pequeño y práctico. Pesando apenas 350 kg y teniendo 2,7 m de longitud permitían que su pequeño motor tomara una velocidad superior a a 40 km/h, un desempeño excelente para la época. La producción comenzó en Audincourt en 1905, y el coche se hizo muy popular. Se vendieron 400 unidades del Bébé en el primer año, lo que representaba el 80% de la producción de Peugeot. También fue exportado, sobre todo en el Reino Unido. El Tipo 69 fue comercializado solamente en 1905.